# Nathalie Schneitter
Nathalie Schneitter (ur. 19 czerwca 1986 w Lommiswil) – szwajcarska kolarka górska, wielokrotna medalistka mistrzostw świata i czterokrotna medalistka mistrzostw Europy.

## Kariera
Pierwszy sukces w karierze Nathalie Schneitter osiągnęła w 2004 roku, kiedy zwyciężyła w rywalizacji juniorek na mistrzostwach świata w Les Gets. W tym samym roku zdobyła też brązowy medal na mistrzostwach Europy w Wałbrzychu. W 2008 roku zwyciężyła w kategorii U-23 na ME w St. Wendel, a na mistrzostwach świata w Val di Sole była druga. Zdobyła także trzy srebrne medale w sztafecie: na ME w Zoetermeer, na ME w Dohňanach oraz MŚ w Champéry. Na tej ostatniej imprezie partnerowali jej Thomas Litscher, Lars Forster i Nino Schurter. W 2008 roku wystąpiła również na igrzyskach olimpijskich w Pekinie, gdzie rywalizację w cross-country ukończyła na piętnastej pozycji.